# 溪谷蹄盖蕨
溪谷蹄盖蕨（学名：Athyrium delavayii）为蹄盖蕨科蹄盖蕨属下的一个种。

## 扩展阅读
- 維基物種上的相關：溪谷蹄盖蕨